# Cindy Walker
Pour les articles homonymes, voir Walker.
Cindy Walker, née le 20 juillet 1917 ou le 20 juillet 1918 près de Mart et morte le 23 mars 2006, est une compositrice, chanteuse de musique country et danseuse américaine.

## Biographie
Cindy Walker naît le 20 juillet 1917 ou le 20 juillet 1918 près de Mart.
Son grand-père, F. E. Eiland, est un important interprète, compositeur et éditeur de gospel établi à Waco. La fille d'Eiland, la mère de Cindy, Oree, est une pianiste accomplie qui accompagne souvent Cindy et l'aide à arranger ses chansons.
Vers l'âge de 12 ans, Cindy Walker écrit sa première chanson, Dusty Skies. En 1936, âgée de 19 ans, elle apparaît en tant que danseuse dans le spectacle de Billy Rose à Fort Worth pour célébrer le centenaire du Texas. Elle y rencontre le « roi du jazz », Paul Whiteman, qui aime tellement sa nouvelle chanson Casa de Mañana qu'il interprète en ouverture de ses spectacles.
Sa carrière décolle vraiment en 1940 et 1941.
Lors d'un voyage d'affaires à Los Angeles avec ses parents (son père est acheteur de coton), elle demande à son père d'arrêter la voiture lorsqu'elle aperçoit le Crosby Building sur Sunset Boulevard. C'est là que se trouve le bureau de gestion du crooner préféré des Américains. Surprenant ses parents, elle entre et annonce : « Dites à M. Crosby qu'il y a quelqu'un du Texas qui veut le voir ». Elle joue sa chanson, Lone Star Trail, pour Larry Crosby, le frère et publiciste de Bing. Le lendemain, elle la joue pour Der Bingle lui-même. Il lui dit : « Je vais l'enregistrer ».
La famille Walker s'installe à Hollywood, et Cindy se sent tout à fait à l'aise en marchant dans le grand coton de Tinsel Town. En plus d'un travail annexe consistant à dresser des chevaux pour Bing (des photos glamour de la jeune femme assise en selle sont publiées dans les journaux de Del Rio à Londres, en Angleterre), elle apparaît bientôt sur le grand écran avec Gene Autry dans la comédie musicale Western Ride, Tenderfoot, Ride. D'autres rôles suivent, tout comme la presse.
Lorsque Clara Driscoll (alias « Sauveur d'Alamo ») est l'invitée d'honneur du nouveau siège hollywoodien du mouvement de John Nance Garner pour la présidence en 1940, un journal de Los Angeles écrit : « Parmi les célébrités du cinéma qui l'accueilleront, il y aura une compatriote texane, l'actrice Cindy Walker, connue sous le nom de “Cendrillon des cactus” ».
À la mort du père de Cindy Walker, sa mère et elle retournent au Texas en 1953, pour se rapprocher de son frère et de ses nièces qui vivent à Mexia. 
Sa composition la plus connue est You Don't Know Me, écrite en 1956 pour Eddy Arnold et reprise avec un énorme succès par Ray Charles sur son album phare de 1962, Modern Sounds in Country & Western Music.
Bien qu'elle continue à se produire localement, pour la chambre de commerce de Mexia, le Lions Club, le Mexia Music Study Club, les églises et d'autres groupes et événements communautaires, elle se concentre sur l'écriture de chansons pendant le reste de sa carrière. Chaque année, Oree et elle se rendent à Nashville pendant quelques mois pour faire des démos de chansons pour des artistes et des producteurs. Et chaque fois qu'un journaliste admiratif l'appelle au téléphone, il a le plaisir d'entendre sa toute dernière composition.
Après la mort d'Oree en 1991, Cindy Walker écrit moins. En 1997, elle est élue au Country Music Hall of Fame et, début 2006, elle fait l'objet d'une attention particulière à la suite de la sortie de l'album hommage de Willie Nelson, You Don't Know Me : the Songs of Cindy Walker.
Cindy Walker meurt le 23 mars 2006.

## Héritage
Plus de 500 chansons sont enregistrées au cours de sa carrière de plus de 60 ans.
Quelque 75 chansons et démos non publiées, ainsi que des prix et des plaques qu'elle gardait sous le lit, et des enregistrements de Walker racontant sa vie, ont été retrouvés par la Fondation Cindy Walker à son domicile. (À sa mort, Cindy Walker a laissé sa maison à sa gouvernante bien-aimée, Willie Mae Adkinson, qui est décédée en 2019). On espère que les droits d'auteur des chansons aideront à couvrir les coûts estimés à 300 000 dollars pour restaurer la maison.